# Vectơ
Trong Toán học, Vật lí và kĩ thuật, vectơ hay hướng lượng (theo phiên âm Hán Việt) (tiếng Anh: vector) là một đoạn thẳng có hướng. Đoạn thẳng này biểu thị phương, chiều và độ lớn (chiều dài của vectơ). Ví dụ, trong mặt phẳng, cho hai điểm phân biệt A và B bất kì, ta có thể xác định được vectơ {\displaystyle {\overrightarrow {AB}}}.

Một vectơ là những gì cần thiết để "mang" điểm A đến điểm B; từ vector trong tiếng Latin có nghĩa là người vận chuyển, lần đầu tiên được sử dụng bởi các nhà Thiên văn học thế kỉ XVIII trong cuộc Cách mạng khảo sát các hành tinh quay quanh Mặt Trời.  Độ lớn của vectơ là khoảng cách giữa hai điểm và hướng dịch chuyển từ điểm A đến điểm B. Nhiều phép toán đại số trên các số thực như cộng, trừ, nhân và phủ định có sự tương tự gần gũi với vectơ; phép toán tuân theo các quy luật đại số quen thuộc của giao hoán, kết hợp và phân phối. Mỗi vectơ là một phần tử trong không gian vectơ được xác định bởi ba yếu tố: Điểm đầu (hay điểm gốc), hướng (gồm phương và chiều) và độ lớn (hay độ dài). Ví dụ, đoạn thẳng AB có điểm gốc là A, hướng từ A đến B được gọi là vectơ AB và kí hiệu là {\displaystyle {\overrightarrow {AB}}}. Vectơ được kí hiệu là {\displaystyle {\overrightarrow {AB}}} hoặc {\displaystyle {\vec {a}}}, {\displaystyle {\vec {b}}}, {\displaystyle {\vec {u}}}, {\displaystyle {\vec {v}}}, ...

Vectơ hướng từ A đến B

Trong giải tích, một vectơ trong không gian Euclid Rn là một bộ n số thực (x1, x2, ..., xn).
Có thể hình dung một vectơ trong không gian Rn là đoạn thẳng có hướng (thường vẽ theo hình mũi tên), đuôi ở gốc toạ độ 0 và mũi ở điểm (x1, x2, ..., xn).
Vectơ đóng vai trò quan trọng trong ngành Vật lí học: Vận tốc, gia tốc của một vật và lực tác động lên nó có thể được biểu diễn bằng vectơ.

## Lịch sử
Khái niệm về vectơ, như chúng ta biết ngày nay, đã phát triển dần dần trong khoảng thời gian hơn 200 năm. Khoảng 10 người đã bỏ nhiều công sức để đóng góp.
Giusto Bellavitis đã trừu tượng hoá ý tưởng cơ bản vào năm 1835 khi ông thiết lập khái niệm về sự trang bị. Làm việc trong một mặt phẳng Euclide, ông ta đã tạo ra bất kì cặp phân đoạn đường nào có cùng độ dài và hướng. Về cơ bản, ông nhận ra một mối quan hệ tương đương trên các cặp điểm (lưỡng cực) trong mặt phẳng và do đó dựng lên không gian đầu tiên của vectơ trong mặt phẳng.:52–4
Thuật ngữ vectơ được William Rowan Hamilton giới thiệu như là một phần của tứ phương, là tổng q = s + v của một số thực s (còn gọi là vô hướng) và vectơ ba chiều. Giống như Bellavitis, Hamilton đã xem các vectơ là đại diện của các lớp phân khúc được định hướng trang bị. Khi các số phức sử dụng một đơn vị tưởng tượng (số ảo) để bổ sung cho phần số thực, Hamilton coi vectơ v là phần số ảo của một phần tư:
Phần số ảo được xây dựng hình học bởi một đường thẳng hoặc vectơ bán kính. Nói chung, đối với mỗi bậc bốn xác định (quaternion), chiều dài xác định và hướng xác định trong không gian, có thể được gọi là vectơ thành phần hoặc đơn giản là vectơ tứ phương (quaternion).
Một số nhà Toán học khác đã phát triển các hệ thống giống như vectơ vào giữa thế kỉ XIX, bao gồm Augustin Cauchy, Hermann Grassmann, August Möbius, Comte de Saint-Venant và Matthew O'Brien. Công trình năm 1840 của Grassmann Theorie der Ebbe und Flut (lí thuyết về Ebb và Flow) là hệ thống phân tích không gian đầu tiên tương tự như hệ thống ngày nay và có ý tưởng tương ứng với tích có hướng, tích vô hướng và vectơ vi phân. Các nghiên cứu của Grassmann phần lớn bị bỏ quên cho đến những năm 1870.
Peter Guthrie Tait mang tiêu chuẩn bậc bốn sau Hamilton. Chuyên luận về Đệ tứ năm 1867 của ông bao gồm điều trị rộng rãi cho người điều hành nabla hoặc del ∇.
Năm 1878, yếu tố năng động được xuất bản bởi William Kingdon Clifford. Clifford đã đơn giản hoá nghiên cứu Quaternion bằng cách tách tích vô hướng và tích có hướng của hai vectơ từ phương trình Quaternion hoàn chỉnh. Cách tiếp cận này làm cho các tính toán vectơ có sẵn cho các kĩ sư, những người làm việc theo không gian ba chiều và hoài nghi về không gian bốn chiều.
Josiah Willard Gibbs, ông đã được tiếp xúc với các nhóm tứ phương thông qua chuyên luận về điện và từ tính của James Clerk Maxwell, đã tách ra khỏi phần vectơ của họ để tính toán độc lập. Nửa đầu của Phân tích vectơ của Gibbs, xuất bản năm 1881, trình bày về cơ bản hệ thống phân tích vectơ hiện đại. Năm 1901, Edwin Bidwell Wilson đã xuất bản Phân tích Vectơ, phỏng theo các bài giảng của Gibb, trong đó, đã loại bỏ vectơ tứ phương (Quaternion) trong việc phát triển phép tính vectơ.

## Các khái niệm cơ bản
- Độ lớn của vectơ {\displaystyle {\overrightarrow {AB}}} trong hình học được đo bằng độ dài đoạn thẳng AB và kí hiệu giống như kí hiệu giá trị tuyệt đối: {\displaystyle |{\overrightarrow {AB}}|} đọc là độ dài của vectơ AB.
- Vectơ đơn vị là vectơ có độ dài bằng 1 và là vectơ quy ước để so sánh.
- Ngoài ra, bạn cũng có thể dễ nhận thấy một tính chất cộng đơn giản khác của vectơ: {\displaystyle |{\overrightarrow {AB}}|+|{\overrightarrow {CD}}|=|{\overrightarrow {AB}}+{\overrightarrow {CD}}|}
- Vectơ-không là vectơ đặc biệt có điểm đầu trùng với điểm cuối. Kí hiệu là {\displaystyle {\overrightarrow {AA}}} hoặc {\displaystyle {\overrightarrow {0}}}.
- 2 vectơ cùng phương khi giá của chúng song song hoặc trùng nhau.
- 2 vectơ bằng nhau là 2 vectơ cùng hướng (phương song song và cùng chiều) và độ lớn bằng nhau. Vectơ {\displaystyle {\overrightarrow {AB}}} bằng vectơ {\displaystyle {\overrightarrow {CD}}} được kí hiệu là {\displaystyle {\overrightarrow {AB}}={\overrightarrow {CD}}}.
- 2 vectơ đối nhau là 2 vectơ ngược hướng (phương song song và ngược chiều) và độ lớn bằng nhau. Vectơ đối của vectơ {\displaystyle {\overrightarrow {AB}}} là {\displaystyle {\overrightarrow {BA}}}, ta có {\displaystyle {\overrightarrow {AB}}=-{\overrightarrow {BA}}}.
- Vectơ tự do: Vectơ có thể di chuyển tịnh tiến đến một điểm bất kì, thực chất là thay thế bởi một vectơ khác bằng với vectơ cũ.
- Vectơ buộc: Vectơ có điểm đầu cố định và không di chuyển được. Trong Vật lí, vectơ buộc được dùng để biểu thị các lực tác dụng vào điểm đặt lực.
- Trong không gian, ba vectơ đồng phẳng khi giá của chúng cùng song song với một mặt phẳng.
- Trong hệ toạ độ Descartes, vectơ {\displaystyle {\vec {a}}} có điểm đầu đặt tại gốc hệ toạ độ thì có thể xác định hoàn toàn bằng toạ độ của điểm cuối của nó, là một bộ số thực sắp thứ tự (x, y) trong mặt phẳng và (x, y, z) trong không gian. Trong không-thời gian bốn chiều, toạ độ đó được xác định bằng (ct, x, y, z), trong đó, c là tốc độ ánh sáng và t là thời gian.

## Góc giữa hai vectơ
Cho hai vectơ {\displaystyle {\vec {a}}\neq {\vec {0}}} và {\displaystyle {\vec {b}}\neq {\vec {0}}}. Từ điểm O, vẽ {\displaystyle {\vec {OA}}={\vec {a}}} và {\displaystyle {\vec {OB}}={\vec {b}}}. Khi đó, {\displaystyle {\widehat {AOB}}} chính là góc giữa {\displaystyle {\vec {a}}} và {\displaystyle {\vec {b}}}. Kí hiệu {\displaystyle ({\vec {a}};{\vec {b}})={\widehat {AOB}}}.
Quy ước trong hình học:
- {\displaystyle 0^{\circ }\leq ({\vec {a}};{\vec {b}})\leq 180^{\circ }}.
- Góc hợp bởi hai vectơ cùng phương và cùng hướng là 0°.
- Góc hợp bởi hai vectơ cùng phương và ngược hướng là 180°.

## Phép toán trên vectơ

Phép cộng vectơ bằng quy tắc hình bình hành (trái) và tam giác (phải)

### Phép cộng hai vectơ

#### Quy tắc
Phép cộng hai vectơ: Tổng của hai vectơ {\displaystyle {\overrightarrow {AB}}} và {\displaystyle {\overrightarrow {CD}}} là một vectơ được xác định theo quy tắc:
- Quy tắc ba điểm: Di chuyển vectơ {\displaystyle {\overrightarrow {CD}}} sao cho điểm đầu C của {\displaystyle {\overrightarrow {CD}}} trùng với điểm cuối B của {\displaystyle {\overrightarrow {AB}}}: C ≡ B. Khi đó, vectơ {\displaystyle {\overrightarrow {AD}}} có điểm gốc đặt tại điểm A, điểm cuối đặt tại D và chiều từ A đến D là vectơ tổng.
- Quy tắc hình bình hành: Di chuyển vectơ {\displaystyle {\overrightarrow {CD}}} đến vị trí trùng điểm gốc A của vectơ {\displaystyle {\overrightarrow {AB}}}. Khi đó, vectơ tổng có gốc đặt tại điểm A, có điểm cuối đặt tại góc đối diện trong hình bình hành tạo ra bởi hai vectơ thành phần {\displaystyle {\overrightarrow {AB}}} và {\displaystyle {\overrightarrow {CD}}}, chiều từ gốc A đến điểm cuối.

#### Tính chất Vectơ
- Tính chất giao hoán:

{\displaystyle {\vec {a}}+{\vec {b}}={\vec {b}}+{\vec {a}}}
- Tính chất kết hợp:

{\displaystyle ({\vec {a}}+{\vec {b}})+{\vec {c}}={\vec {a}}+({\vec {b}}+{\vec {c}})}
- Tính chất của vectơ-không: {\displaystyle {\vec {a}}+{\vec {0}}={\vec {0}}+{\vec {a}}={\vec {a}}}
- Với ba điểm A, B và C bất kì, ta có:{\displaystyle {\vec {AB}}+{\vec {BC}}={\vec {AC}}}
- I là trung điểm đoạn thẳng AB {\displaystyle \Leftrightarrow {\vec {AI}}+{\vec {BI}}={\vec {0}}}
- G là trọng tâm {\displaystyle \vartriangle ABC} {\displaystyle \Leftrightarrow {\vec {GA}}+{\vec {GB}}+{\vec {GC}}={\vec {0}}}

### Hiệu hai vectơ
Ta có:  {\displaystyle {\overrightarrow {AB}}-{\overrightarrow {CD}}={\overrightarrow {AB}}+(-{\overrightarrow {CD}})={\overrightarrow {AB}}+{\overrightarrow {DC}}}
Quy tắc trừ: Với ba điểm A, B và C, ta có: {\displaystyle {\vec {AB}}-{\vec {AC}}={\vec {CB}}={\vec {CA}}-{\vec {BA}}}

### Tích vectơ với một số

#### Quy tắc
- Phép nhân vectơ với một số: Tích của vectơ {\displaystyle {\vec {a}}} với một số thực {\displaystyle r\in \mathbb {R} } là một vectơ có gốc, phương trùng với gốc và phương của {\displaystyle {\vec {a}}}, cùng chiều nếu r > 0 và ngược chiều nếu r < 0, có độ dài bằng {\displaystyle |r||{\vec {a}}|}.

#### Tính chất
- Với hai vectơ bất kì, với mọi số h và k, ta có:
  - {\displaystyle k({\vec {a}}+{\vec {b}})=k{\vec {a}}+k{\vec {b}}}
  - {\displaystyle (h+k){\vec {a}}=h{\vec {a}}+k{\vec {a}}}
  - {\displaystyle h(k{\vec {a}})=k(h{\vec {a}})=(hk){\vec {a}}}
  - {\displaystyle 1.{\vec {a}}={\vec {a}};(-1).{\vec {a}}=-{\vec {a}}}

#### Trung điểm của đoạn thẳng và trọng tâm của tam giác
- Nếu K là trung điểm của đoạn thẳng AB thì với mọi điểm M, ta có {\displaystyle {\vec {MA}}+{\vec {MB}}=2{\vec {MK}}}.
- Nếu G là trọng tâm của tam giác ABC thì với mọi điểm M, ta có {\displaystyle {\vec {MA}}+{\vec {MB}}+{\vec {MC}}=3{\vec {MG}}}.

#### Điều kiện để hai vectơ cùng phương
• Điều kiện cần để hai vectơ {\displaystyle {\vec {a}}} và {\displaystyle {\vec {b}}} {\displaystyle ({\vec {b}}\neq {\vec {0}})} cùng phương là có một số k để {\displaystyle {\vec {a}}=k{\vec {b}}}.
• Nếu {\displaystyle {\vec {a}}} và {\displaystyle {\vec {b}}} cùng hướng thì {\displaystyle k={\frac {\left\vert {\vec {a}}\right\vert }{\left\vert {\vec {b}}\right\vert }}}.
• Nếu {\displaystyle {\vec {a}}} và {\displaystyle {\vec {b}}} ngược hướng thì {\displaystyle k=-{\frac {\left\vert {\vec {a}}\right\vert }{\left\vert {\vec {b}}\right\vert }}}.

### Tích vô hướng của hai vectơ

#### Quy tắc
- Tích vô hướng của hai vectơ a và b nhân với côsin của góc α giữa hai vectơ đó:

{\displaystyle {\vec {a}}{\vec {b}}=|{\vec {a}}||{\vec {b}}|\cos \alpha }.

#### Các tính chất của tích vô hướng
- Tính chất giao hoán: {\displaystyle {\vec {a}}{\vec {b}}={\vec {b}}{\vec {a}}}
- Tính chất phân phối: {\displaystyle {\vec {a}}({\vec {b}}+{\vec {c}})={\vec {a}}{\vec {b}}+{\vec {a}}{\vec {c}}}
- {\displaystyle (k{\vec {a}}){\vec {b}}=k({\vec {a}}{\vec {b}})={\vec {a}}(k{\vec {b}})}
- {\displaystyle {\vec {a}}^{2}=\left\vert {\vec {a}}\right\vert ^{2}}
- {\displaystyle {\vec {a}}^{2}\geq 0,{\vec {a}}^{2}=0\Leftrightarrow {\vec {a}}={\vec {0}}}
- {\displaystyle {\vec {a}}\perp {\vec {b}}\Leftrightarrow {\vec {a}}{\vec {b}}=0}

#### Một số tính chất mở rộng
- {\displaystyle ({\vec {a}}+{\vec {b}})^{2}={\vec {a}}^{2}+2{\vec {a}}{\vec {b}}+{\vec {b}}^{2}}
- {\displaystyle ({\vec {a}}-{\vec {b}})^{2}={\vec {a}}^{2}-2{\vec {a}}{\vec {b}}+{\vec {b}}^{2}}
- {\displaystyle ({\vec {a}}+{\vec {b}})({\vec {a}}-{\vec {b}})={\vec {a}}^{2}-{\vec {b}}^{2}}

#### Biểu thức toạ độ của tích vô hướng
• Trong mặt phẳng, cho hai vectơ: {\displaystyle {\vec {a}}=(a_{1};a_{2})} và {\displaystyle {\vec {b}}=(b_{1};b_{2})}. Khi đó:
{\displaystyle {\vec {a}}{\vec {b}}=a_{1}b_{1}+a_{2}b_{2}}.
• Trong không gian ba chiều, cho hai vectơ: {\displaystyle {\vec {a}}=(a_{1};a_{2};a_{3})} và  {\displaystyle {\vec {b}}=(b_{1};b_{2};b_{3})}. Khi đó:
{\displaystyle {\vec {a}}{\vec {b}}=a_{1}b_{1}+a_{2}b_{2}+a_{3}b_{3}}.